# ガエターノ・マリア・スキアッシ
ガエターノ・マリア・スキアッシ（Gaetano Maria Schiassi, 1698年3月10日 - 1754年）は、イタリアの作曲家、ヴァイオリニスト。

## 生涯
ボローニャ出身。アカデミア・フィラルモニカで教育を受け、1719年からスオナトーリという楽団に属した。イタリアのいくつかの宮廷で働いた後、ヘッセン＝ダルムシュタット方伯ルートヴィヒ8世の宮廷に仕えた。最終的に1734年よりリスボンに定住し、王室礼拝堂とトリンダーデ劇場で作曲家・教師・歌手として活動した。

## 作品
作品には10のオペラがあり、いずれもボローニャ楽派の影響が色濃く、ペルティ風の牧歌劇である。その他に四旬節のオラトリオも作曲している。器楽曲では『12のヴァイオリンと通奏低音のためのソナタ』（1724年、ボローニャ）、『12のヴァイオリン協奏曲』（1737年、アムステルダム）などが出版されている)。他にも多くの未出版の序曲やシンフォニアがある。特に『クリスマス・パストラーレ（クリスマス交響曲）』が有名である。

## 文献
- The New Grove Dictionary of Music & Musicians. 1980, ISBN 1-56159-174-2.